# Jüdische Gemeinde Biberach
Eine Jüdische Gemeinde in Biberach (heute ein Stadtteil von Heilbronn) bestand nur zeitweilig nach dem Dreißigjährigen Krieg. Die erste Ansiedlung von Juden nach 1650 geht auf den französischen Generalmajor Thomas von Klug zurück, in dessen Besitz sich der Ort damals befand. Die Ausweisung der Juden wurde ab 1726 durch den Deutschen Orden als spätere Ortsherrschaft veranlasst.

## Geschichte
Nachdem Biberach im Dreißigjährigen Krieg unter anderem im Umfeld der Schlacht bei Wimpfen 1622 mehrfach überfallen, geplündert und niedergebrannt worden war, war das Dorf im Jahr 1637 völlig entvölkert. Die Stadt Wimpfen verkaufte den Ort 1650 an den französischen Generalmajor Thomas von Klug, der dort auch Juden aufnahm. Nachdem 1681 der Deutsche Orden den Ort erworben hatte, wurden 1685 sechs jüdische Familien gezählt. Im Pfälzischen Erbfolgekrieg 1688 wurde der Ort abermals zerstört, wobei die Juden, unter denen vormals zwei Vermögende genannt wurden, wie auch der Rest der Bevölkerung um nahezu ihren gesamten Besitz kamen. 1707 kam es im Spanischen Erbfolgekrieg erneut zu Kriegshandlungen um Biberach, wobei ein Biberacher Jude verschleppt wurde.
Bei der Errichtung der Metzgerzunft im Jahr 1710 setzte sich die Bevölkerung für die Juden ein, da sie von deren Metzgern während der erlittenen Notjahre besser versorgt worden war. Die Vermögensverhältnisse der Biberacher Juden blieben dennoch desolat, so dass der Deutsche Orden 1726/27 den Schutz aufkündigte und 1728 die Juden auswies. 1739 wurde ein Jude unter Anwendung von Gewalt aus dem Dorf vertrieben. Eine erneute Aufnahme von Juden lehnte der Orden 1743 ab, weil keine Juden mehr in Biberach lebten. Danach bildete sich dort keine jüdische Gemeinde mehr.